# Jean-Baptiste Favart
Pour les articles homonymes, voir Favart.
Jean Baptiste Favart, né le 1er mars 1726 à Metz (Moselle), mort le 6 mars 1806 à Longeville (Moselle), est un général de la révolution française.

## Carrière
Il entre en service en 1748, comme ingénieur volontaire, et il est ingénieur le 1er janvier 1750. Il est nommé capitaine le 23 avril 1755, lieutenant-colonel le 12 novembre 1770, et colonel le 7 août 1778.
Il est promu général de brigade le 9 mars 1788, et il est admis à la retraite en 1791. Il est rappelé à l’activité le 6 février 1792, et fin avril 1792, il succède au général Kellermann au commandement de la place de Landau. Le 4 septembre 1792, le même Kellermann, commandant en chef de l'armée du Centre, le nomme au commandement de la place de Metz. Il est nommé général de division le 8 mars 1793, comme commandant de la 16e division militaire à Lille, et le 19 décembre 1793, il est relevé de ses fonctions à cause de ses origines nobles. 
Le 20 janvier 1794, il est remis à la retraite. Il meurt le 6 mars 1806, à Longeville, près de Metz.